# Impasse sur le front palestinien
Première Guerre mondiale
L'impasse en Palestine du Sud désigne une période de sept mois durant la campagne du Sinaï et de Palestine entre le corps expéditionnaire égyptien d'une part et les troupes germano-ottomanes d'autre part. Après plusieurs défaites fin 1916 et début 1917, la 4e armée ottomane s'était retirée de la péninsule du Sinaï. Par la suite, le Corps expéditionnaire égyptien (EEF) a fait deux tentatives infructueuses pour s'emparer de Gaza. Par la suite, les deux parties n'ont pas été en mesure de mener d'autres offensives, ce qui a conduit à une impasse. 

## Défaite britannique à Gaza
Au début de l'année, les perspectives de résistance des Ottomans soutenue par le Asien-Korps allemand à l'invasion britannique étaient encore extrêmement sombres. Les deux victoires des puissances centrales lors de la première et de la deuxième bataille de Gaza, respectivement en mars et en avril 1917, avaient toutefois été un coup de pouce moral pour les Ottomans. Pour les Britanniques, en revanche, ce fut un choc. A Londres, le gouvernement de David Lloyd George devait décider s'il devait se contenter de la sécurité déjà acquise pour le Sultanat d'Égypte et renoncer à l'espoir d'une invasion réussie du Moutassarifat ottoman de Jérusalem ou s'il devait renforcer son engagement et ses efforts sur ce front. Plusieurs raisons poussaient le gouvernement à poursuivre l'offensive : La recherche d'une issue à l'impasse apparente sur le front occidental et les nouvelles de la concentration de troupes ottomanes pour la reconquête de Bagdad arrivaient progressivement et nécessitaient une riposte. De plus, le gouvernement n'était pas prêt à accepter un revers comme définitif.

## Fixer la façade

### Les troupes ottomanes et allemandes
Les XXe et XXIIe corps de la 4e armée ottomane avaient été renforcés entre la Première et la Deuxième bataille de Gaza et comptaient désormais 40 000 soldats. Depuis les deux attaques repoussées avec succès, Gaza avait été placée dans un état de forte défense. Les maisons de la ville se trouvaient pour la plupart sur une crête de roches kourkars. Autour de la ville se trouvaient de nombreux jardins dont les haies de cactus offraient une couverture et étaient impossibles à pénétrer pour l'infanterie. Des avant-postes le long de la ligne, Rijm el Atawineh, Aba Hareira et Teiaha, qui pouvaient se soutenir mutuellement, rendaient pratiquement impossible une attaque frontale contre eux. A l'est et au sud de Beer-Sheva, les Ottomans construisirent également de solides défenses qui firent de cette ville une forteresse forte mais isolée. En juin, le général Erich von Falkenhayn assuma le rôle de commandant en chef du groupe d'armées Yıldırım. Falkenhayn constata rapidement que le front en Palestine était d'une importance capitale et qu'il devait être protégé d'une éventuelle offensive britannique. Son objectif était de transférer la 7e armée ottomane (le général Fevzi Pacha) en Palestine et de lancer une offensive contre le flanc droit des Britanniques afin de les repousser dans le désert. La résistance des commandants ottomans a cependant empêché tout résultat tangible jusqu'en septembre..

### EEF
Le 21 avril, sur ordre du général Murray, le général de corps d'armée Philip Chetwode a pris le commandement de la Force de l'Est, tandis que son prédécesseur Charles Dobell rentrait en Angleterre. Le général de division Chauvel a remplacé le général Chetwode au commandement de la Colonne du Désert, et le général de brigade Chaytor a remplacé Chauvel au commandement de la Division montée de l'ANZAC. Comme son prédécesseur, le général Chetwode estimait qu'au vu de la force de la position ennemie, une nouvelle attaque directe avec les forces dont disposait l'Eastern Force ne se justifiait pas. Ce point de vue était partagé par ses subordonnés. Murray a toutefois décidé de maintenir la position prise sur les côtés nord et est du Wadi Ghazze après quelques ajustements tactiques mineurs. Le premier problème était de sécuriser cette position, le second de réorganiser les troupes après les lourdes pertes subies. Le 22 avril, Murray a transmis son évaluation de la situation au ministère de la Guerre. Il expliqua qu'avec ses trois divisions, il ne pourrait obtenir que des succès limités et qu'il aurait besoin d'au moins deux autres divisions entièrement formées et d'une artillerie de campagne supplémentaire pour mener des attaques continues.
Le Chief of the Imperial General Staff, William Robertson, l'informa que, compte tenu des récentes défaites à Gaza et du report de l'offensive russe dans le Caucase, sa mission immédiate de vaincre les forces ottomanes à Jérusalem et de prendre la ville avait changé. Au lieu de cela, il devait profiter de chaque occasion favorable pour épuiser les forces ottomanes qui s'opposaient à lui et exploiter chaque succès remporté par tous les moyens à sa disposition pour chasser les Ottomans de Palestine. En outre, il informa Murray qu'il n'était pas possible pour le moment de lui envoyer d'autres divisions d'infanterie. Au lieu de cela, les 7e et 8e brigades montées (Yeomanry) furent envoyées en Palestine avec de l'artillerie supplémentaire.
Les brigades arrivèrent en juin ou début juillet, ce qui porta le nombre total de brigades à cheval à dix : cinq Yeomanry, quatre australiennes et une néo-zélandaise. Murray décida alors de diviser ses troupes à cheval en trois divisions de trois brigades chacune, tout en conservant une brigade comme unité d'infanterie. Les troupes montées de la Colonne du Désert se composaient désormais de la division montée ANZAC (major général Chaytor), de la division montée australienne (major général Hodgson) et de la division montée Yeomanry (major général Barrow).

### Conditions de vie

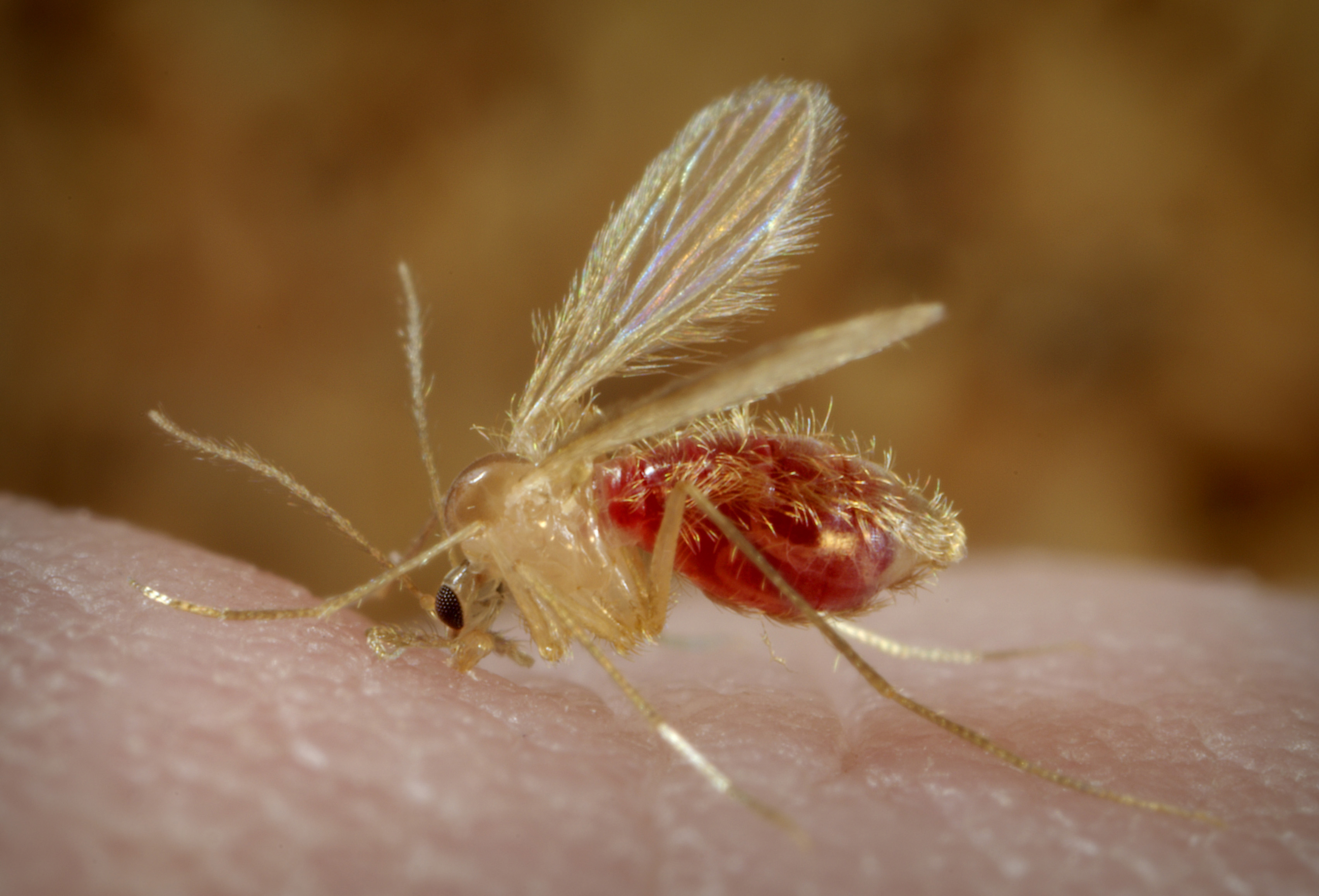
Le phlébotome responsable de la leishmaniose.

Le fait de camper à la belle étoile dans le désert du Néguev rendait la vie presque insupportable pour les deux troupes. Les hommes devaient supporter des températures allant jusqu'à 43 degrés, ce qui les rendait inconscients ou les faisait délirer en raison du manque fréquent d'eau. Les maladies comme le choléra, le typhus, la diphtérie, la dysenterie et la fièvre pappataci étaient très répandues. Il était presque impossible de se protéger contre les phlébotomes dans les conditions de campagne, et dans les zones fortement infectées, 50 % des troupes pouvaient contracter la fièvre en quelques semaines. La moindre égratignure s'enflammait, le sable s'infiltrait dans tout type de nourriture et les mouches étaient partout. Le chamsin, un vent du désert très chaud et sec qui pouvait faire monter la température jusqu'à 51 degrés, était particulièrement redouté par les soldats.

« Les hommes se sont précipités à l'aveuglette vers leurs tentes et ont enveloppé leur tête dans des chemises ou des couvertures afin d'éviter autant que possible les particules de sable qui volaient dans tous les sens. ... Pendant trois jours, la tempête a fait rage. A part abreuver et nourrir les chevaux, il n'y avait guère de travail possible. Le court trajet entre les laisses des chevaux et les abreuvoirs était une véritable torture, car le vent chaud soufflait sur la pente comme l'air d'un four. Il retournait littéralement l'estomac. Plus d'un homme, qui titubait à l'aveuglette avec ses trois ou quatre chevaux, s'arrêtait, vomissait violemment et reprenait sa route. »

— Anthony Bluett, 
La marche dans le sable chaud du désert était très épuisante. A chaque pas que les soldats lourdement chargés faisaient, leurs pieds s'enfonçaient profondément dans le sable. De ce fait, les formations se disloquaient et les mouvements de troupes n'avançaient que lentement. La vie quotidienne alternait entre l'ennui, l'entraînement et le service de garde, ce qui démoralisait encore plus les hommes,. En raison de la chaleur intense de la journée et d'une sorte d'accord naturel, les combats ont cessé des deux côtés jusqu'au crépuscule. La plupart des combats ont donc eu lieu le soir ou la nuit. Là où les armées étaient proches les unes des autres, les conditions ressemblaient aux combats de tranchées en France. Les soldats au front ne se reposaient guère, même après le coucher du soleil. La nuit, les hommes profitaient de la protection de l'obscurité pour réparer et agrandir leurs tranchées. Ils posaient des fils de fer barbelés, élargissaient les tranchées de liaison, enterraient des câbles et construisaient des positions de tir.

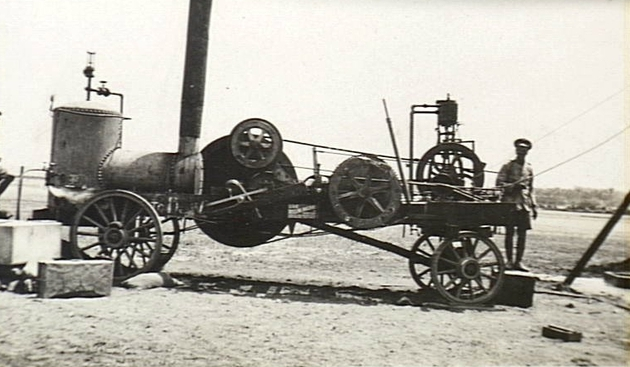
Installation de pompage d'eau près de Deir al-Balah

### Approvisionnement en eau
Après que le cabinet de guerre eut décidé d'augmenter considérablement les effectifs du corps, le chemin de fer du Sinaï à voie unique risquait d'être sollicité à l'extrême. Le 7 mai, Murray a expliqué dans une lettre à l'état-major que le nœud ferroviaire de Deir al-Balah se trouvait à 225 km d'El Qantara, sur le canal de Suez. Sept trains par jour pourraient désormais être envoyés de Qantara à Deir al-Balah avec des munitions et des provisions. Ce déploiement suffirait tout juste à entretenir une force de combat de cinq divisions d'infanterie, avec la cavalerie et les troupes sur les lignes de jonction. Au cours du printemps, la navigation intérieure a été développée et a commencé à donner d'excellents résultats. De janvier à avril, seules 5 000 tonnes étaient transportées par semaine, mais entre avril et juillet, le volume moyen était passé à 26 000 tonnes.
Sur les 600 000 gallons (2 727 tonnes) d'eau extraits à Qantara, seuls 36 500 gallons (165 tonnes) atteignaient leur destination. Le reste était nécessaire pour les besoins du chemin de fer et des troupes et travailleurs entre les deux points. Entre-temps, de grandes réserves d'eau ont été trouvées sur place. Les puits de Khan Younès, tapissés de pierres, fournissaient plus de 100 000 gallons par jour. Les puits de Deir al-Balah fournissaient également une quantité considérable d'eau, mais de qualité médiocre, qui n'était utilisée que pour les animaux. A Shellal, 200.000 gallons d'eau supplémentaires étaient disponibles.
En mai, les Ottomans n'avaient que 40.000 hommes et 10.000 animaux à nourrir. Pour ces troupes, ils étaient en mesure de pomper environ 250.000 gallons (1.136 tonnes) par jour. Les animaux des Ottomans avaient besoin de moins d'eau que les chevaux européens, si bien que chaque homme recevait environ 20 litres et un animal un peu plus de 30 litres par jour. Grâce à l'aide allemande, ils étaient bien équipés en machines de pompage. Dans et autour de Gaza, il y avait cinq puits équipés de pompes à moteur, plus le même nombre à Beʾer Scheva. Une douzaine d'autres se trouvaient le long du front. Il y avait également de nombreux puits dont les pompes étaient actionnées manuellement. Les forages, dans certains cas jusqu'à une profondeur de 76 m, étaient effectués par un commando allemand (Bohr-Sonderkommando I) auquel était rattachée une compagnie de travail ottomane.

## Opérations d'avril à juin

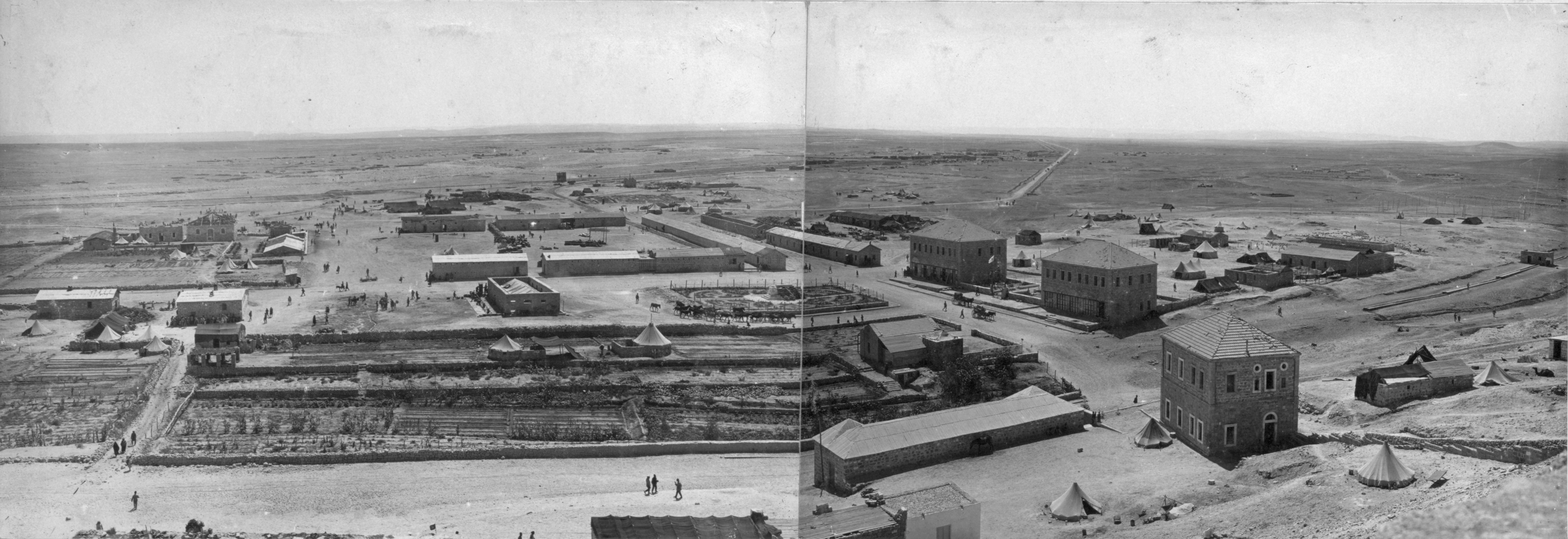
Base militaire ottomane Auja al-Hafir

Aucun des deux camps n'était à ce moment-là en mesure de lancer des opérations de grande envergure. Les deux camps tentaient de perturber l'adversaire par des attaques aériennes et des entreprises de moindre envergure. Le 24 avril, une escadrille du 7e régiment de cavalerie légère australien (brigade-général George Macleay Macarthur-Onslow) a réussi à capturer un groupe de cavaliers ottomans à 8 km au sud-ouest de Shellal. Les avions allemands se montrèrent très actifs. Le 4 mai, cinq avions ont été observés au-dessus de Deir al-Balah, où ils ont largué des bombes qui ont fait 30 morts. Six jours plus tard, les Britanniques ont mené un bombardement sur Beer Sheva. Entre le 7 et le 14 mai, un détachement de l'Imperial Camel Corps a été envoyé à el-Qusaima et Auja al-Hafir sur la section du chemin de fer militaire ottoman Maṣʿūdiyya-Sinaï au sud de Beʾer Shéva pour détruire des puits. Un grand nombre de puits ont été détruits à l'explosif et un pont a été endommagé. Comme cette ligne de chemin de fer constituait une menace permanente pour la ligne de communication britannique, Chetwode a décidé qu'elle devait être détruite.

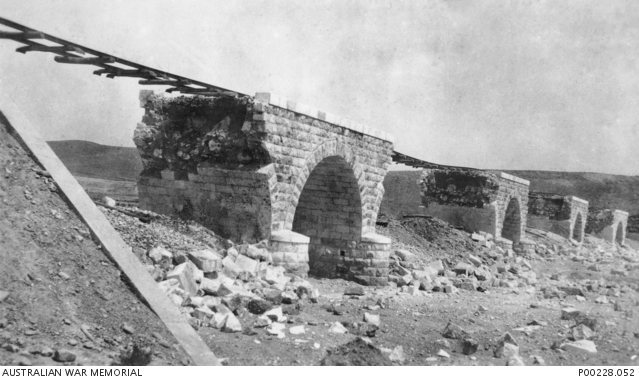
Pont près de Bir Asluj après sa destruction

Chetwode a formé deux colonnes pour une attaque en tenaille. La première, composée de la 1ère brigade australienne de chevaux légers (lieutenant-colonel Charles Frederick Cox) devait marcher de Shellal vers Asluj en passant par le Wadi Ghazze à travers Khelasa. La seconde, composée de la brigade impériale Camel, devait avancer de Rafah vers Auja al-Hafir. Pendant l'opération, la Division impériale montée a reçu l'ordre de se déployer au sud-ouest de Beer Sheva, tandis qu'un bombardement des barbelés était effectué contre les défenses de Gaza. Les commandos de démolition qui accompagnaient la colonne nord sont arrivés à Asluj le 23 mai à 7 heures du matin, et à 10 heures, 10 km de voie ferrée avaient été rendus inutilisables. La brigade Camel, qui a quitté Rafah tôt le matin du 22 mai et a suivi le tracé de la frontière égypto-ottomane jusqu'à Auja, a été retardée par les difficultés de la voie et la fatigue de ses chameaux et n'a atteint la ligne ferroviaire que le 23 mai à 11h45. Au total, 20 km de rails ont été endommagés et sept ponts détruits. Les colonnes rentrèrent sans être inquiétées par l'ennemi,.

## Réorganisation
La nécessité d'une attaque britannique réussie en Palestine a également soulevé la question de savoir si le commandement de l'Egyptian Expeditionary Force devait être modifié. Le cabinet de guerre avait discuté pour la première fois de l'avenir de Murray début avril après la première bataille de Gaza, mais avait reporté sa décision. La deuxième défaite avait toutefois révélé les faiblesses de Murray en tant que chef militaire et ébranlé la confiance du ministère de la Guerre à son égard. Il s'était notamment avéré qu'il n'avait aucun contact avec ses forces armées et qu'il manquait parfois de discernement dans ses évaluations de la situation réelle sur le front. D'autre part, Murray n'a jamais été doté du nombre de troupes qu'il jugeait indispensable pour atteindre les objectifs qu'il s'était fixés. Comme les commandants de nombreux autres « gardes avancés » britanniques envoyés en campagne avec des moyens insuffisants, il a été remplacé parce qu'il n'avait pas obtenu le succès escompté. De plus, il avait perdu le soutien politique au plus haut niveau. Le Premier ministre était gravement déçu du bilan au Proche-Orient.
Le premier choix de Lloyd George pour succéder à Murray fut le général sud-africain Jan Smuts, qui venait d'arriver à Londres après une campagne en Afrique de l'Est qui n'avait remporté que des succès limités contre les Allemands. Smuts déclina l'offre, arguant du peu d'enthousiasme du ministère de la Guerre pour la campagne de Palestine et de son soutien insuffisant. Comme Robertson continuait à faire connaître ses objections à l'extension des opérations en Palestine, il n'y eut pas de soutien actif aux exigences dans cette région à Londres jusqu'à ce qu'il soit remplacé début 1918. Lloyd George s'est alors tourné vers le général Edmund Allenby, commandant de la 3e armée britannique sur le front de l'ouest, qui avait été recommandé par Robertson.
Allenby a d'abord réagi avec déception. Il estimait qu'il avait été retiré de France et relégué à un commandement insignifiant en raison de son faible succès lors de la bataille d'Arras. Ce n'est que lorsqu'il retourna à Londres pour s'entretenir avec le Premier ministre et le chef d'état-major impérial qu'il commença à voir d'un œil plus positif sa mutation, qui fut confirmée par le cabinet le 5 juin 1917. Allenby arriva en Égypte le 27 juin et prit le commandement suprême du Corps expéditionnaire égyptien le lendemain. Il transféra son quartier général du Caire à proximité de Rafah, ce qui lui permit d'être en contact permanent avec ses officiers sur le terrain. Son chef d'état-major, le général Arthur Lynden-Bell, fut limogé et remplacé par le général de division Louis Bols.
Pour répondre à ses besoins, Allenby avait besoin de deux divisions supplémentaires, chacune dotée de trente-six obusiers de 18 livres et de douze obusiers de 115 mm. De l'artillerie lourde avec huit obusiers de 60 livres, trente-huit obusiers de 152 mm, douze obusiers de 203 mm, quatre canons de 152 mm, 26 canons antiaériens et quatre escadrilles d'avions supplémentaires. Il demandait également une augmentation considérable des services de signalisation, des Royal Engineers (compagnies d'Army Troops chargées des travaux sur les routes, les chemins de fer, l'approvisionnement en eau et les baraquements) et des services sanitaires. En raison des besoins en soldats sur le front occidental et du manque de navires, il était impossible de répondre entièrement à ces demandes. Seuls trois bataillons territoriaux d'Inde et la 10e division (irlandaise) de Salonique purent être épargnés. Malgré cela, l'augmentation des troupes britanniques a entraîné une restructuration complète de l'ensemble des forces armées. L'Eastern Force fut dissoute et remplacée par deux corps d'infanterie et un corps de cavalerie :
- XX. Corps d'armée (général Chetwode) avec les 10e, 53e, 6e et 74e divisions
- XXIe Corps (Général Bulfin) avec les 52e, 54e et 75e divisions
- Desert Mounted Corps (général Chauvel) avec la Anzac Mounted Division, l'Australian Mounted Division, la Yeomanry Mounted Division et la Imperial Camel Corps Brigade.

Il existait en outre un certain nombre d'unités d'infanterie et de cavalerie directement subordonnées à l'état-major général.
Ses autres demandes furent généralement satisfaites, à l'exception de l'artillerie. Aucun des trente-deux obusiers de campagne qu'il avait demandés n'était disponible. Ses exigences en matière d'artillerie lourde furent également réduites. Le même jour, il fut informé des instructions générales du cabinet de guerre. Durant l'automne et l'hiver à venir, il serait de la plus haute importance de « frapper les Turcs aussi durement que possible ». Une grande victoire en Palestine renforcerait la confiance et la résistance de la population à un moment où un succès similaire en Europe était peu probable.
Elle renforcerait également la lassitude de l'Empire ottoman face à la guerre et son mécontentement vis-à-vis de ses soutiens allemands. Il n'était pas possible de fixer un objectif géographique à la troupe, car on ne savait pas dans quelle mesure la situation en Russie permettrait à l'ennemi de retirer des troupes du Caucase. Allenby avait seulement pour mission de vaincre les forces armées des puissances centrales qui lui faisaient face, de poursuivre énergiquement son succès et de continuer à les mettre sous pression jusqu'à la limite de ses possibilités.

## Opérations de juin à octobre
De nombreux combats de moindre envergure ont eu lieu au cours de l'été. Des patrouilles ottomanes, soutenues par des Bédouins, ont maintenu les troupes à cheval en état d'alerte permanent. Des attaques de tranchées ont été menées des deux côtés à proximité de Gaza. Avec les patrouilles permanentes des Mounted Divisions, les Britanniques étaient au fil du temps parfaitement familiarisés avec le terrain, du Wadi Ghazze jusqu'à proximité des défenses de Beʾer Scheva. De nombreuses missions de reconnaissance ont été menées aussi bien par des troupes montées que par des avions. Des activités ont également eu lieu du côté ottoman, même si elles étaient principalement défensives.
Les positions le long de la route de Gaza à Beer Sheva, ont été considérablement renforcées. Les voies ferrées ottomanes de Chirbat at-Tina-Beit Hanun et de Deir Sneid à Huj furent achevées afin de desservir la rive droite et le centre. Le 5 octobre, William Robertson Allenby annonça par télégramme que le cabinet de guerre avait décidé d'éliminer d'un coup les Ottomans en tant qu'adversaires de guerre. Le gouvernement de Londres estimait que l'armée ottomane était désormais si affaiblie qu'une lourde défaite, suivie de l'occupation de la ligne de chemin de fer Jaffa-Jérusalem, pourrait la pousser à rompre avec ses alliés. Le 22 octobre, dix jours avant la reprise de l'offensive, Allenby ordonna la grande attaque de la troisième bataille de Gaza, mettant ainsi fin à sept mois d'impasse.

## Référence
1. ↑  Wavell 1933, p. 88–90.
2. 1 2  MacMunn et 1928 351–358.
3. ↑  Massey 1919, p. 24.
4. ↑  Steuber 1925, p. 32–34.
5. ↑  Falls 1930, p. 4.
6. ↑  Bluett 1919, p. 31.
7. ↑  Thompson 1923, p. 253, 266–268, 292, et 296.
8. ↑  Woodward 2006, p. 24.
9. ↑  Macpherson et al. 1923, p. 325.
10. ↑  Woodward  2006, p. 88.
11. ↑  MacMunn et 1928 359–362.
12. ↑  Powles 1922, p. 110.
13. ↑  MacMunn et 1928 363–364.
14. ↑  Bruce 2002, p. 109–112.
15. ↑  Falls 1930, p. 16.
16. ↑  Falls 1930, p. 26–27.
17. ↑  Rogan 2015, p. 344.